# Eduardo Bustos
Eduardo Bustos Camacho (* 23. April 1937) ist ein ehemaliger kolumbianischer Radrennfahrer.

## Sportliche Laufbahn
Bustos war im Bahnradsport und im Straßenradsport aktiv. Er war Teilnehmer der Olympischen Sommerspiele 1964 in Tokio. Im 1000-Meter-Zeitfahren wurde er beim Sieg von Patrick Sercu als 19. klassiert. Er startete auch im Sprint und scheiterte im Vorlauf an Daniel Morelon.
Bei den Zentralamerika- und Karibikspielen 1962 gewann er die Bronzemedaille im Zeitfahren. In der Vuelta a Colombia gewann Bustos 1957, 1959 und 1960 jeweils eine Etappe. In der Vuelta a Guatemala 1960 kam er auf den 2. Platz hinter Jorge Alfonso Luque und gewann zwei Etappen sowie die Bergwertung.